# Nahmánides
Moshéh ben Najmán, más conocido como Najmánides (Gerona, Corona de Aragón, 1194-Acre, Reino de Jerusalén, 1270), fue un rabino y filósofo del judaísmo de la Corona de Aragón en la Edad Media. Conocido en el judaísmo como Rambán (acrónimo hebreo de Rabí Moshéh ben Najmán) y citado en los documentos cristianos por su nombre catalán, Bonastruc ça Porta, fue la mayor autoridad rabínica de su época. También destacó como poeta y ejerció la medicina.
Najmánides destacó como filósofo, teólogo, talmudista y cabalista. Aunque era admirador de Maimónides, discrepaba de sus tendencias más filosóficas y derivó hacia cuestiones de la Cábala. Con él se inicia la escuela cabalística de Gerona. Najmánides compuso la muestra más antigua de poesía cabalística peninsular y fue el máximo representante de la corriente espiritualista y mística judía. Se oponía al intelectualismo, ya que considera que la revelación divina es superior a la filosofía humana. 
Como exégeta bíblico escribió comentarios a Job y Rut, entre otros. El más importante es su Comentario al Pentateuco, escrito en Palestina. Sus comentarios suelen ser explicaciones literales de los textos en los que, por primera vez, se incorporan enseñanzas místicas de la Cábala de forma más o menos velada.
Como talmudista escribió Las guerras del Señor, en defensa de la codificación de Alfasi y numerosas Novellae a tratados talmúdicos, aclaraciones y observaciones sobre pasajes especialmente difíciles e importantes. 
Escribió muchas obras didácticas y moralistas, entre las cuales se encuentra Iguéret haqódesh ("Epístola de la santidad"), dedicada a dos de sus hijos, y Torát haadám ("La Ley del hombre").
En cuanto a su vida pública, sobresale su actuación en una famosísima controversia pública (disputa de Barcelona) que tuvo lugar en 1263, en Barcelona, en presencia de Jaime I y de Ramón de Peñafort. Najmánides defendió el judaísmo y refutó el cristianismo frente al converso Pablo Christiani. Se conservan el acta oficial en latín y una versión escrita en hebreo por el mismo Najmánides. Ambos contrincantes se consideraron vencedores en la polémica, pero Najmánides fue condenado al destierro y en 1267 emigró hacia Tierra Santa. Permaneció algún tiempo en Jerusalén, que encontró devastada, y pronto se estableció en Acre. Murió en 1270, a la edad de 76 años. Sus restos reposan en Haifa.